# 大分市立大在中学校
大分市立大在中学校（おおいたしりつ おおざいちゅうがっこう）は、大分県大分市大字政所にある市立中学校。

## 概要
大分市東部の大在地区にある、24学級（2011年度（平成23年度）現在）の比較的大規模な学校である。
敷地は、旧陸軍東京第二造兵廠大在工場の跡地である。
部活動が盛んである

## 沿革
- 1947年（昭和22年） - 造兵廠跡地に大在村立大在中学校として開校。
- 1963年（昭和38年） - 南校舎落成。
- 1963年（昭和38年） - 合併により大分市立大在中学校となる。
- 1966年（昭和41年） - 本館落成。
- 1984年（昭和59年） - 新校舎落成。
- 2011年　（平成23年）-新校舎落成。

## 部活動
- 陸上部
- 体操部
- バレーボール部（男・女）
- ソフトボール部
- 野球部
- バスケットボール部（男・女）
- ソフトテニス部（男・女）
- サッカー部
- 剣道部
- 空手道部
- バドミントン部
- 水泳部
- 美術部
- 音楽部

## 通学区域
- 大分市立大在小学校通学区

竹下、城原、浜、横田、政所、北の一部、大在、曙台一丁目～三丁目、大在中央一丁目・二丁目(一丁目の一部を除く。)、大在浜一丁目・二丁目、横田一丁目・二丁目、政所一丁目・二丁目、汐見一丁目・二丁目、竹下一丁目・二丁目、横塚一丁目・二丁目
- 大分市立大在西小学校通学区

北の一部、角子原、望みが丘、志村、青崎、大在北一丁目～四丁目、大在中央一丁目の一部、青崎一丁目・二丁目、須賀一丁目・二丁目、角子原一丁目・二丁目、角子南一丁目・二丁目、志村一丁目・二丁目、花江川、庄境

## 交通
- 鉄道：JR九州大在駅より徒歩約15分

　自動車：大分駅より約25分